# Froot
Pour la chanson éponyme, voir Froot (chanson).
Pour l’article ayant un titre homophone, voir Frout.
Albums de Marina and the Diamonds
Electra Heart
(2012) Love + Fear
(2019)
Singles
1. Froot
Sortie : 11 novembre 2014
2. Happy
Sortie : 12 décembre 2014 (promotionnel)
3. Immortal
Sortie : 1er janvier 2015 (promotionnel)
4. I'm a Ruin
Sortie : 2 février 2015
5. Forget
Sortie : 3 mars 2015 (promotionnel)
6. Blue
Sortie : 16 juillet 2015

Froot (stylisé en FROOT) est le troisième album studio de l’artiste britannique Marina Diamandis, connue professionnellement sous le nom de Marina and the Diamonds. À la suite d'un partage informatique non autorisé de son contenu, l’opus voit sa sortie, prévue initialement pour le 3 avril, être avancée au 13 mars 2015. Il paraît sous le label Atlantic et est exclusivement produit par l’artiste britannique David Kosten, aux côtés de Diamandis. Sa distribution est précédée par le lancement d’une campagne promotionnelle, intitulée Froot of the Month, en vue des parutions individuelles et mensuelles de cinq chansons : Froot, Happy, Immortal, I'm a Ruin et Forget.
Mêlant une forte influence de musique pop avec des éléments de disco, de synthpop, d’indie pop et de dream pop, Froot est acclamé par la critique musicale pour sa production cohérente ainsi que pour la prestation vocale de Diamandis. De manière générale, les critiques saluent le changement de style musical opéré par Diamandis en comparaison avec son précédent album, Electra Heart (2012),. Commercialement, l’album est bien accueilli, se classant dans le top dix des hit-parades de nombreux pays tels que le Royaume-Uni, le Canada, la Suisse et l’Irlande. Aux États-Unis, il touche la huitième place du Billboard 200, ainsi que la quatrième place du Billboard Top Digital Albums. La promotion de Froot est également appuyée par la création du Froot Tour, une tournée mondiale qui s’entame le 11 mars 2015.

## Genèse de l’album

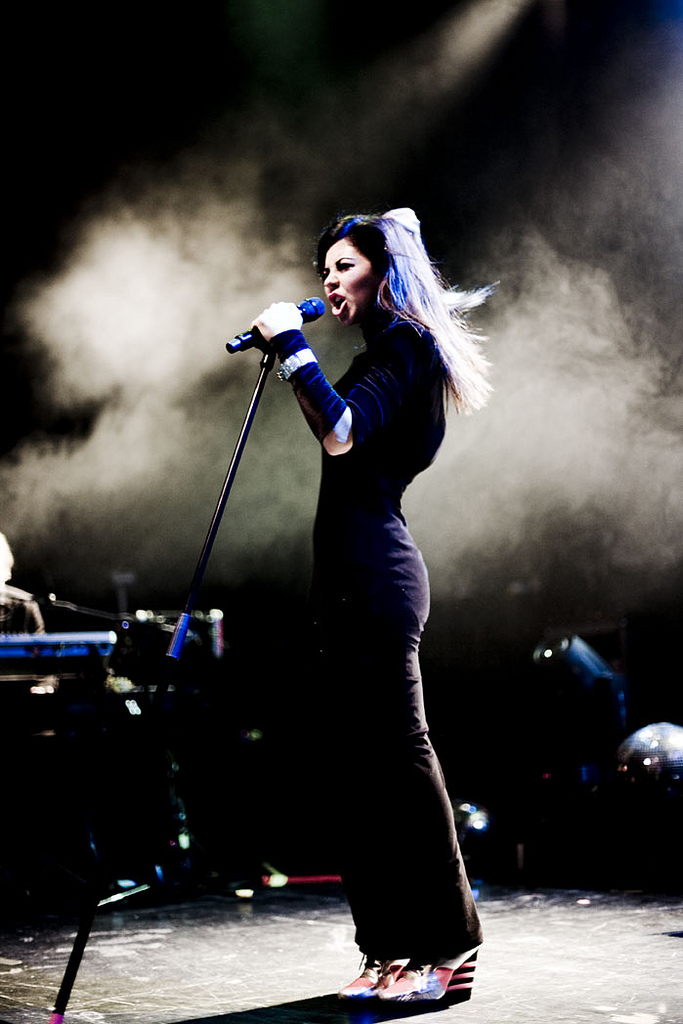
Marina Diamandis à Édimbourg en novembre 2010.

En février 2013, Marina Diamandis annonce qu’elle a commencé à composer de nouvelles chansons pour son troisième album, bien qu’elle ait précédemment confirmé à ses fans lors d’une séance de questions-réponses sur Facebook que les premiers essais ont vu le jour aux alentours de juillet 2012.
Au cours d’une entrevue, Diamandis est venue à parler de son précédent album ainsi que de Froot. Elle rapporte qu’elle savait déjà ce qu’elle voulait faire pour son troisième projet après avoir terminé l’enregistrement de son deuxième album et que la chanson Primadonna soit sortie. Pour Electra Heart, un grand nombre de compositeurs et de producteurs ont été enrôlés, alors que pour Froot, la compagnie d’un seul producteur lui a été préférable contrairement à une palette d’équipes ; sur cet album, elle s’est sentie capable de créer un « tout ». D’après elle, sa confiance en tant qu’interprète s’est améliorée en faisant preuve d’écoute envers ses instincts et en croyant en ses propres capacités.
« 
Electra Heart a été si incroyable que ma façon de composer a vraiment changée. Je ne pense pas que j’aurais écrit cet album si je n’avais pas traversé ce processus. J’observais des gens comme Diplo ou Dr. Luke et j’ai plus tard découvert que je pouvais composer de manière beaucoup plus libre. Quand j’écrivais seule et accompagnée d’un piano, je m’y attachais vraiment et je devenais ainsi très limitée. J’avais atteint un certain point. Je pense que c’était dû au fait qu'on me donnait des morceaux instrumentaux sur lesquels je devais composer et que je me disais « donc, je peux aussi créer une musique instrumentale... ». Par la suite, je suis restée chez moi et j’ai commencé à réaliser des chansons qui étaient vraiment mauvaises. Ensuite, j’ai trouvé que cela avait complètement et soudainement ouvert ma « sphère » d’auteure-compositrice d’une manière vraiment incroyable.
 »
En outre, elle estime qu’une distance entre la façon dont sa voix sonnait lors d’une performance enregistrée et en direct apparaît. Lorsqu’elle entame l’écriture de cet album et la recherche d’un producteur, elle fait comprendre à son A&R que l’album doit être arrangé par un groupe de musiciens. Elle déclare également que les thèmes contenus dans Froot ne sont pas complètement sombres et que « l’idée de célébrer le fait d’être heureux serait presque présente ». L’opus est décrit comme considérablement « réfléchissant » par rapport à ses prédécesseurs et plus « centré autour de choses extrêmement différentes », sachant que « la moitié de l’album concerne une relation sentimentale qui devait prendre fin ». La chanteuse ajoute que le mot « fruit » est orthographié « froot » pour son aspect visuel atypique et en particulier pour les deux lettres « O » qui peuvent s’interconnecter.

## Composition
Toutes les chansons incluses dans Froot ont été enregistrées avec l’aide de musiciens et font preuve d’une utilisation moins massive d’appareils électroniques en comparaison avec son précédent album. Happy, morceau introductif, a été décrit par Idolator comme étant une ballade « morne et sincère », dans laquelle l’interprète « expose ses émotions dénudées au-dessus des plus simples et douces mélodies au piano », avec une participation vocale « accentuée ». La chanson-titre a été décrite par les critiques professionnels comme étant un « mélange de joyaux oubliés des années 1970 et 1980 fait pour les clubs » et comme étant « excentrique ». I'm a Ruin est une pièce musicale au tempo moyen à travers laquelle Diamandis livre son point de vue sur la vie et exprime son amour-propre de manière égoïste. Sa voix « crispée » est ici soutenue par des synthétiseurs « luxuriants et rémanents », ainsi que par des tambours « percutants ». Un critique a complimenté son contenu lyrique, semblable à ceux composés pour Electra Heart (2012), en le glorifiant de « crûment confessionnel ». Better Than That a été décrit comme étant un titre « déluré » possédant un « avenir fonceur ». La dernière chanson, Immortal, est une ballade « délicate et épurée » dans laquelle la chanteuse « contemple la nature transitoire de la vie » et le contenu lyrique « se démarque vraiment » et est « intelligent, direct et parfois très déroutant ». Un critique a trouvé cette thématique récurrente dans son répertoire « parfois morbide », bien qu’elle examine toujours ce sujet avec une perspective originale.

## Réception critique
Froot a été reçu de manière favorable par la critique musicale contemporaine. Pour Metacritic, qui lui a assigné une note normalisée sur 100 à partir de critiques dites « grand public », l’album a reçu un score moyen de 78, basé sur onze revues professionnelles. Le quotidien britannique The Observer a décerné une note de quatre étoiles sur cinq au projet musical, tout en le glorifiant comme étant un « album de pop cohésif qui ne repose pas uniquement sur quelques gros singles » et en louant sa « profonde » introspection. Le journal irlandais The Irish Times lui a attribué une note identique et a complimenté l’agencement des chansons qui « présente d’abord des bombes courtoises pour clubs et expose dans un deuxième temps des ballades épurées à la gloire d’une pop splendide », tout en félicitant la chanteuse pour son originalité. Le magazine américain Entertainment Weekly a acclamé l’opus, notamment en faisant l’éloge de sa transition depuis Electra Heart en matière de style musical et en lui attribuant un A-. L’édition dominicale du quotidien britannique Daily Express a décrit Marina Diamandis comme étant une « énigme de la scène pop », tout en qualifiant d’« europop euphorique » la musique contenue dans Froot. Une note de cinq étoiles sur cinq a été accordée à l’opus, et les morceaux Blue et Can't Pin Me Down, que le rédacteur a trouvé « magnifique » et « pêchu », ont été désignés comme étant ses points forts. Le site Web irlandais State, qui a octroyé une note de quatre étoiles sur cinq à l’album, a estimé que celui-ci était un « rare exemple d’honnêteté artistique », en référence au fait que Marina Diamandis est ici la « personne qui possède le contrôle » et non l’inverse. Le critique a conclu en déclarant que « grâce à Froot, nous avons appris à mieux connaître Marina, et ainsi, nous nous connaissons un peu mieux nous-même. Combien d’albums vous ont fait cet effet ? ». Le magazine britannique DIY s’est montré également positif à travers sa critique de l’album, indiquant que « FROOT nous fait découvrir une Marina qui est à la fois accomplie et intrigante – le tournoyant I’m A Ruin et le très rythmé Can’t Pin Me Down en sont des exemples – mais il y a beaucoup de clins d’œil lancés pour faire bonne mesure, aussi. Alors qu’elle demeure indomptable en termes de style musical, qu’elle ne se soucie pas de suivre la vague et qu’elle ne s’encombre pas en cherchant à plaire, Marina and the Diamonds est passée de la garce gnan-gnan au statut de véritable reine de la pop ; cet album est le joyau de sa couronne ». Une note de quatre étoiles sur cinq a été décernée. Matt Collar du site Web musical AllMusic a estimé que l’album « combine tout ce qui est uniquement irrésistible à un certain féministe batailleur, concernant ses débuts, tout en conservant juste assez des crochets pop et des rythmes dance enthousiastes d’Electra Heart afin de rendre les choses moins sérieuses » et l’a défini comme étant un « album malicieux et impressionnant qui équilibre une pop douce avec une maturité profonde ». Laurence Day du site Web britannique The Line of Best Fit a décrit Froot comme l’« anthologie d’une nihiliste avisée et de ses discussions existentialistes » et l’a dénommé comme l’« un des albums pop les plus complexes de ces dernières années ».
Lisa Wright du site Web britannique Digital Spy a livré un avis modéré et a constaté un problème autour de l’« identité » de l’album, indiquant qu’il y a « bien des choses à apprécier sur Froot » et que « même les chansons qui nous font plonger dans des eaux souvent affrétées ont une étincelle espiègle qui est difficile à détester, bien qu’avec trois albums, il est toujours difficile de voir où les multiples influences de Marina s’inscrivent dans le spectre de la pop ». Marc Hirsh du quotidien américain The Boston Globe a décrit Marina Diamandis comme « un curieux spécimen, paraissant ridicule à l’échelle macro, mais se révélant être une artiste plus rusée après inspection — et puis, quand vous regardez de plus près encore, elle redevient ridicule », et a souligné que certaines chansons « tombent à plat » et sont des « fautes capricieuses à sa personnalité », mais a finalement estimé que « seulement quelques tranches de FROOT sont suffisamment assez mûres ».

## Promotion
Froot, chanson éponyme de l'album, a été publiée en tant que premier extrait de l’opus le jour du 29e anniversaire de Marina Diamandis, soit le 10 octobre 2014,, avant d’être distribué au format numérique le 11 novembre 2014. La liste des chansons a été révélée le 9 novembre 2014, tandis que la pochette de l’album a été dévoilée le jour suivant.
Le 16 mars 2015, Diamandis a été conviée à l’émission A-Sides with Jon Chattman pour y interpréter des versions acoustiques de Froot et de Happy. Huit jours plus tard, elle a effectué une autre session acoustique au cours d’un événement organisé par la ligne de produits cosmétiques Boots Beauty. Le lendemain, elle a chanté Froot sur le plateau de l’émission Good Morning America, interprétation marquant sa première venue pour ce programme. Ce même jour, elle était présente sur le plateau de l’émission Late Night with Seth Meyers, où Froot a été interprété. Le 26 mars, la chanteuse a livré une nouvelle performance scénique de Froot au cours de l’émission Big Morning Buzz Live (en).

### Froot of the Month
La chanteuse a annoncé que toute personne ayant pré-commandé l’album recevra chaque mois une chanson jusqu'au 3 avril 2015, en commençant par la chanson éponyme. Ainsi, la campagne promotionnelle  Froot of the Month (« Froot du mois ») a vu le jour. À la suite de la divulgation illégale de l’album sur Internet en février 2015, il a été spéculé que la campagne serait écourtée d’une chanson, mais malgré cela, la dernière chanson a bien été dévoilée à la date prévue. Après la parution de la chanson-titre, Happy a été dévoilé le 12 décembre 2014. Ces deux premiers singles ont été exclusivement distribués dans une édition limitée au format vinyle 7". Ensuite, ce sont les morceaux Immortal, I'm a Ruin et Forget qui ont été publiés le 1er janvier 2015, le 2 février 2015 et le 3 mars 2015, respectivement. Au cours des douze derniers jours précédant la sortie de l’album, chaque chanson a été dévoilée et promue à travers une variété de points de vente et ce en fonction de leur ordre d’apparition dans la liste des pistes.
Après avoir interrogée au sujet de la campagne Froot of the Month, Marina Diamandis a déclaré : « J’ai développé cette idée de campagne promotionnelle et l’ai exploitée pour me permettre de partager la musique que je voulais, par opposition à ce qui pourrait fonctionner commercialement ».

### Tournée
Tournées par Marina and the Diamonds
The Lonely Hearts Club Tour (en)
(2012-2013)
Début 2015, une première série de concerts, incluant des représentations au festival Lollapalooza en mars, au festival Coachella en avril ou encore au festival Governors Ball en juin 2015, est communiquée par la chanteuse. Peu de temps après, les premières dates d’une troisième tournée mondiale, le Froot Tour, sont dévoilées. En France, en Belgique, en Suisse et au Québec, des concerts sont programmés en mai, en juillet, ainsi qu’en août 2015. Lors d’une entrevue, la chanteuse rapporte que les produits dérivés de sa tournée sont très variés. En effet, l’artiste mentionne des fards à paupières et des vernis à ongles calqués sur sa propre palette de couleurs ainsi que des tee-shirts de type scratch and sniff (en) (« grattez et sentez ») ou encore des hauts phosphorescents, de sorte que le public puisse les porter et « faire partie du spectacle ». La décoration de la scène pour les concerts est décrite par Diamandis comme représentant un « jardin électrique, avec des fleurs lumineuses et des fruits brillants ».
| Date               | Ville               | Pays             | Salle ou évènement                   | Première partie          |
| Étape 1 - Europe   | Étape 1 - Europe    | Étape 1 - Europe | Étape 1 - Europe                     | Étape 1 - Europe         |
| ------------------ | ------------------- | ---------------- | ------------------------------------ | ------------------------ |
| 11 mars 2015       | Londres             | Royaume-Uni      | Oslo                                 | Aucune                   |
| 17 mars 2015       | Londres             | Royaume-Uni      | Magasin HMV d’Oxford Street          | Aucune                   |
| Étape 2 - Amérique |                     |                  |                                      |                          |
| 19 mars 2015       | Austin              | États-Unis       | Festival South by Southwest          | Aucune                   |
| 20 mars 2015       | Austin              | États-Unis       | Festival South by Southwest          | Aucune                   |
| 21 mars 2015       | Austin              | États-Unis       | Festival South by Southwest          | Aucune                   |
| 23 mars 2015       | New York            | États-Unis       | Magasin Rough Trade                  | Aucune                   |
| 26 mars 2015       | New York            | États-Unis       | Bowery Ballroom                      | —                        |
| 28 mars 2015[A]    | São Paulo           | Brésil           | Festival Lollapalooza                | Annulé                   |
| 12 avril 2015      | Indio               | États-Unis       | Festival Coachella                   | Aucune                   |
| 13 avril 2015      | Las Vegas           | États-Unis       | Boulevard Pool du Cosmopolitan       | Kiesza                   |
| 17 avril 2015      | San Francisco       | États-Unis       | The Warfield                         | Christine and the Queens |
| 18 avril 2015      | San Diego           | États-Unis       | The North Park Theatre               | Christine and the Queens |
| 19 avril 2015      | Indio               | États-Unis       | Festival Coachella                   | Aucune                   |
| Étape 3 - Europe   |                     |                  |                                      |                          |
| 6 mai 2015         | Cologne             | Allemagne        | Essigfabrik                          | —                        |
| 7 mai 2015         | Hambourg            | Allemagne        | Markthalle                           | —                        |
| 8 mai 2015         | Berlin              | Allemagne        | Astra                                | —                        |
| 10 mai 2015        | Amsterdam           | Pays-Bas         | Melkweg                              | The Max                  |
| 11 mai 2015        | Bruxelles           | Belgique         | Les Nuits Botanique                  | Alice on the Roof        |
| 13 mai 2015[B]     | Paris               | France           | Le Trianon                           | —                        |
| Étape 4 - Amérique |                     |                  |                                      |                          |
| 22 mai 2015        | Boston              | États-Unis       | Festival Boston Calling              | Aucune                   |
| 26 mai 2015        | Pittsburgh          | États-Unis       | Stage AE                             | —                        |
| 27 mai 2015        | Indianapolis        | États-Unis       | Egyptian Room du Old National Centre | —                        |
| 29 mai 2015        | Cincinnati          | États-Unis       | Bogart's                             | —                        |
| 30 mai 2015        | Cleveland           | États-Unis       | House of Blues                       | —                        |
| 30 mai 2015        | Columbia            | États-Unis       | Festival Sweetlife                   | Aucune                   |
| 2 juin 2015[C]     | Détroit             | États-Unis       | The Fillmore Detroit                 | —                        |
| 5 juin 2015        | New York            | États-Unis       | Festival Governors Ball              | Aucune                   |
| 6 juin 2015        | Toronto             | Canada           | Festival Field Trip Music & Arts     | Aucune                   |
| 7 juin 2015        | Toronto             | Canada           | Festival Field Trip Music & Arts     | Aucune                   |
| Étape 5 - Europe   |                     |                  |                                      |                          |
| 1er juillet 2015   | Nibe                | Danemark         | Festival de Nibe                     | Aucune                   |
| 11 juillet 2015    | Kinross             | Royaume-Uni      | Festival T in the Park               | Aucune                   |
| 16 juillet 2015    | Locarno             | Suisse           | Festival Moon & Stars                | Aucune                   |
| Étape 6 - Amérique |                     |                  |                                      |                          |
| 31 juillet 2015    | Montréal            | Canada           | Festival Osheaga                     | Aucune                   |
| 2 août 2015        | Chicago             | États-Unis       | Festival Lollapalooza                | Aucune                   |
| Étape 7 - Europe   |                     |                  |                                      |                          |
| 14 août 2015       | Budapest            | Hongrie          | Festival Sziget                      | Aucune                   |
| 22 août 2015       | Weston-under-Lizard | Royaume-Uni      | V Festival                           | Aucune                   |
| 23 août 2015       | Chelmsford          | Royaume-Uni      | V Festival                           | Aucune                   |
| 29 août 2015       | Saint-Cloud         | France           | Festival Rock en Seine               | Aucune                   |

Particularités, annulations et déplacements de certains concerts
A Cette représentation est annulée à cause des multiples retards puis de la suppression du vol qui devait mener la chanteuse au Brésil,.
B Initialement prévu au Trabendo, ce concert est déplacé au Trianon pour cause d’une forte demande lors de la vente des places.
C Initialement prévu au Saint Andrew's Hall, ce concert est déplacé au Fillmore Detroit.

## Performance commerciale
Aux États-Unis, Froot fait son entrée à la huitième place du classement hebdomadaire Billboard 200, à la suite de ses 46 000 exemplaires vendus, comprenant 43 000 éditions physiques, lors de la semaine du 16 mars 2015. Une semaine après son entrée dans le classement, l’album chute massivement du huitième au 96e rang. L’album atteint également le « top dix » des hit-parades de cinq autres pays et régions. Ainsi, il occupe la quatrième place en Irlande, la sixième au Canada, la neuvième en Écosse et la dixième au Royaume-Uni et en Suisse. Sur le continent océanien, l’album grimpe jusqu’à la 12e position des classements australiens et néo-zélandais, un record pour la chanteuse. Avec une moyenne de 69 000 copies écoulées lors de sa première semaine d’exploitation, il s’agit de son opus le mieux classé en date et à l’échelle mondiale.

## Liste des pistes
Toutes les chansons sont écrites et composées par Marina Diamandis.
| Froot – Édition régulière | Froot – Édition régulière | Froot – Édition régulière | Froot – Édition régulière      | Froot – Édition régulière | Froot – Édition régulière | Froot – Édition régulière | Froot – Édition régulière | Froot – Édition régulière | Froot – Édition régulière |
| No                        | Titre                     | Auteur                    | Producteur(s)                  | Durée                     |                           |                           |                           |                           |                           |
| ------------------------- | ------------------------- | ------------------------- | ------------------------------ | ------------------------- | ------------------------- | ------------------------- | ------------------------- | ------------------------- | ------------------------- |
| 1.                        | Happy                     | Marina Diamandis          | David Kosten, Marina Diamandis | 4:03                      |                           |                           |                           |                           |                           |
| 2.                        | Froot                     | Diamandis                 | Kosten, Diamandis              | 5:31                      |                           |                           |                           |                           |                           |
| 3.                        | I'm a Ruin                | Diamandis                 | Kosten, Diamandis              | 4:32                      |                           |                           |                           |                           |                           |
| 4.                        | Blue                      | Diamandis                 | Kosten, Diamandis              | 4:14                      |                           |                           |                           |                           |                           |
| 5.                        | Forget                    | Diamandis                 | Kosten, Diamandis              | 4:09                      |                           |                           |                           |                           |                           |
| 6.                        | Gold                      | Diamandis                 | Kosten, Diamandis              | 4:14                      |                           |                           |                           |                           |                           |
| 7.                        | Can't Pin Me Down         | Diamandis                 | Kosten, Diamandis              | 3:26                      |                           |                           |                           |                           |                           |
| 8.                        | Solitaire                 | Diamandis                 | Kosten, Diamandis              | 4:37                      |                           |                           |                           |                           |                           |
| 9.                        | Better Than That          | Diamandis                 | Kosten, Diamandis              | 4:36                      |                           |                           |                           |                           |                           |
| 10.                       | Weeds                     | Diamandis                 | Kosten, Diamandis              | 4:08                      |                           |                           |                           |                           |                           |
| 11.                       | Savages                   | Diamandis                 | Kosten, Diamandis              | 4:16                      |                           |                           |                           |                           |                           |
| 12.                       | Immortal                  | Diamandis                 | Kosten, Diamandis              | 5:21                      |                           |                           |                           |                           |                           |
| 53:09                     |                           |                           |                                |                           |                           |                           |                           |                           |                           |

## Crédits
Crédits extraits du livret de l’album Froot, Atlantic Records.
| - Al Lawson – ingénieur et assistant batterie - Alexander Robertshaw – guitariste (pistes 1, 9 et 11) - Charlotte Rutherford – photographe - Chris McGrath – bassiste (piste 11) - David Kosten – batteur, claviériste, ingénieur, mixeur, percussionniste, producteur, programmateur, synthétiseur - Drew Smith – assistant (piste 1) - Fyfe Dangerfield (en) – guitariste (piste 9), pianiste (piste 1) - James Ahwai – bassiste (pistes 2, 5, 7, 8, 10 et 12) | - Jason Cooper – batteur (pistes 1, 5, 7 et 12) - Jeremy Pritchard – bassiste (pistes 1, 3, 4 et 9) - Jess Keeley – coordinateur - Keith Bayley – guitariste (pistes 5, 10 et 12) - Lewis Hopkin – matriceur - Marina Diamandis – choriste, claquements de mains, claviériste, compositrice, producteur, synthétiseur, vocaliste - Mo Hausler – ingénieur supplémentaire (piste 1) - Sam Coldy – photographe - Wez Clarke – mixeur, programmateur |

## Classement hebdomadaire
| Classement (2015)                  | Meilleure position |
| ---------------------------------- | ------------------ |
| Allemagne (Media Control AG)       | 24                 |
| Australie (ARIA)                   | 12                 |
| Autriche (Ö3 Austria Top 40)       | 38                 |
| Belgique (Flandre Ultratop)        | 92                 |
| Belgique (Wallonie Ultratop)       | 61                 |
| Canada (Canadian Albums)           | 6                  |
| Écosse (OCC)                       | 9                  |
| Espagne (Promusicae)               | 27                 |
| États-Unis (Billboard 200)         | 8                  |
| États-Unis (Digital Albums)        | 4                  |
| États-Unis (Top Tastemaker Albums) | 21                 |
| Finlande (Suomen virallinen lista) | 19                 |
| France (SNEP)                      | 78 ,               |
| Irlande (IRMA)                     | 4                  |
| Italie (FIMI)                      | 68                 |
| Norvège (VG-lista)                 | 31                 |
| Nouvelle-Zélande (RIANZ)           | 12                 |
| Pays-Bas (Mega Album Top 100)      | 21                 |
| Royaume-Uni (UK Albums Chart)      | 10 ,               |
| Suède (Sverigetopplistan)          | 48                 |
| Suisse (Schweizer Hitparade)       | 10                 |

## Historique de sortie
| Pays        | Date         | Format               | Édition                      | Label                                |
| ----------- | ------------ | -------------------- | ---------------------------- | ------------------------------------ |
| Allemagne   | 13 mars 2015 | CD, numérique ou LP, | Régulière, deluxe ou coffret | Neon Gold, Elektra, Atlantic, Warner |
| Australie   | 13 mars 2015 | CD, numérique ou LP, | Régulière, deluxe ou coffret | Neon Gold, Elektra, Atlantic, Warner |
| Autriche    | 13 mars 2015 | CD, numérique ou LP, | Régulière, deluxe ou coffret | Neon Gold, Elektra, Atlantic, Warner |
| Belgique    | 13 mars 2015 | CD, numérique ou LP, | Régulière, deluxe ou coffret | Neon Gold, Elektra, Atlantic, Warner |
| Irlande     | 13 mars 2015 | CD, numérique ou LP, | Régulière, deluxe ou coffret | Neon Gold, Elektra, Atlantic, Warner |
| Canada      | 16 mars 2015 | CD, numérique ou LP, | Régulière, deluxe ou coffret | Neon Gold, Elektra, Atlantic, Warner |
| États-Unis  | 16 mars 2015 | CD, numérique ou LP, | Régulière, deluxe ou coffret | Neon Gold, Elektra, Atlantic, Warner |
| France      | 16 mars 2015 | CD, numérique ou LP, | Régulière, deluxe ou coffret | Neon Gold, Elektra, Atlantic, Warner |
| Royaume-Uni | 16 mars 2015 | CD, numérique ou LP, | Régulière, deluxe ou coffret | Neon Gold, Elektra, Atlantic, Warner |
| Argentine   | 17 mars 2015 | CD, numérique ou LP, | Régulière, deluxe ou coffret | Neon Gold, Elektra, Atlantic, Warner |
| Brésil      | 17 mars 2015 | CD, numérique ou LP, | Régulière, deluxe ou coffret | Neon Gold, Elektra, Atlantic, Warner |
| Italie      | 17 mars 2015 | CD, numérique ou LP, | Régulière, deluxe ou coffret | Neon Gold, Elektra, Atlantic, Warner |
| Japon       | 18 mars 2015 | CD, numérique ou LP, | Régulière, deluxe ou coffret | Neon Gold, Elektra, Atlantic, Warner |